# Chaumont-d’Anjou
Chaumont-d’Anjou – miejscowość i dawna gmina we Francji, w regionie Kraj Loary, w departamencie Maine i Loara. W 2013 roku jej populacja wynosiła 286 mieszkańców. 
W dniu 1 stycznia 2016 roku z połączenia czterech ówczesnych gmin – Beauvau, Chaumont-d’Anjou, Jarzé oraz Lué-en-Baugeois – utworzono nową gminę Jarzé Villages. Siedzibą gminy została miejscowość Jarzé. 